# Воддінгтон (Нью-Йорк)
Воддінгтон (англ. Waddington) — місто (англ. town) в США, в окрузі Сент-Лоуренс штату Нью-Йорк. Населення — 2235 осіб (2020).

## Демографія
Згідно з переписом 2010 року, у місті мешкало 2266 осіб у 949 домогосподарствах у складі 646 родин. Було 1129 помешкань
Расовий склад населення:
| - 98,0 % — білих - 0,8 % — корінних американців - 0,3 % — чорних або афроамериканців |

До двох чи більше рас належало 0,7 %. Частка іспаномовних становила 0,9 % від усіх жителів.
За віковим діапазоном населення розподілялося таким чином: 21,8 % — особи молодші 18 років, 59,6 % — особи у віці 18—64 років, 18,6 % — особи у віці 65 років та старші. Медіана віку мешканця становила 44,8 року. На 100 осіб жіночої статі у місті припадало 91,9 чоловіків;  на 100 жінок у віці від 18 років та старших — 89,0 чоловіків також старших 18 років.
Середній дохід на одне домашнє господарство  становив 69 248 доларів США (медіана — 60 500), а середній дохід на одну сім'ю — 73 426 доларів (медіана — 72 938). Медіана доходів становила 61 453 долари для чоловіків та 34 612 долари для жінок. За межею бідності перебувало 13,3 % осіб, у тому числі 21,5 % дітей у віці до 18 років та 3,8 % осіб у віці 65 років та старших.
Цивільне працевлаштоване населення становило 846 осіб. Основні галузі зайнятості: освіта, охорона здоров'я та соціальна допомога — 34,3 %, публічна адміністрація — 13,6 %, будівництво — 9,7 %, роздрібна торгівля — 8,5 %.